# Nabilona
La nabilona és un fàrmac compost per un anàleg sintètic del principal principi actiu natural de la planta del cànnabis, el THC.
La seva importació (sota autorització) està permesa a Espanya i a Andorra, on rep el nom comercial de Nabilone®. A altres països, com Regne Unit, Estats Units, Mèxic o Canadà, es comercialitza amb el nom de Cesamet®. No es comercialitza a França ni, de moment, a Itàlia.
S'utilitza per a la prevenció de les nàusees i vòmits secundaris a quimioteràpia que no han respost als tractaments antiemètics de referència i es pot obtenir com a medicació estrangera a través dels serveis de farmàcia dels hospitals.